# Аксёново (Усть-Ишимский район)
Аксёново — посёлок в Усть-Ишимском районе Омской области. Входит в состав Утускунского сельского поселения.

## История
Основан в 1895 году. В 1928 года деревня Аксёнова-Луговая состояла из 25 хозяйств, основное население — русские. В составе Аксёнова-Нагорного сельсовета Усть-Ишимского района Тарского округа Сибирского края.

## Население
| 1926 | 2010 |
| ---- | ---- |
| 110  | ↗607 |